# Liste des maires de Charenton-le-Pont
La liste des maires de Charenton-le-Pont présente la liste des maires de la commune française de Charenton-le-Pont, située dans le département du Val-de-Marne en région Île-de-France.

## L'Hôtel de ville
Depuis 1838, le pavillon Antoine de Navarre abrite l'hôtel de ville.

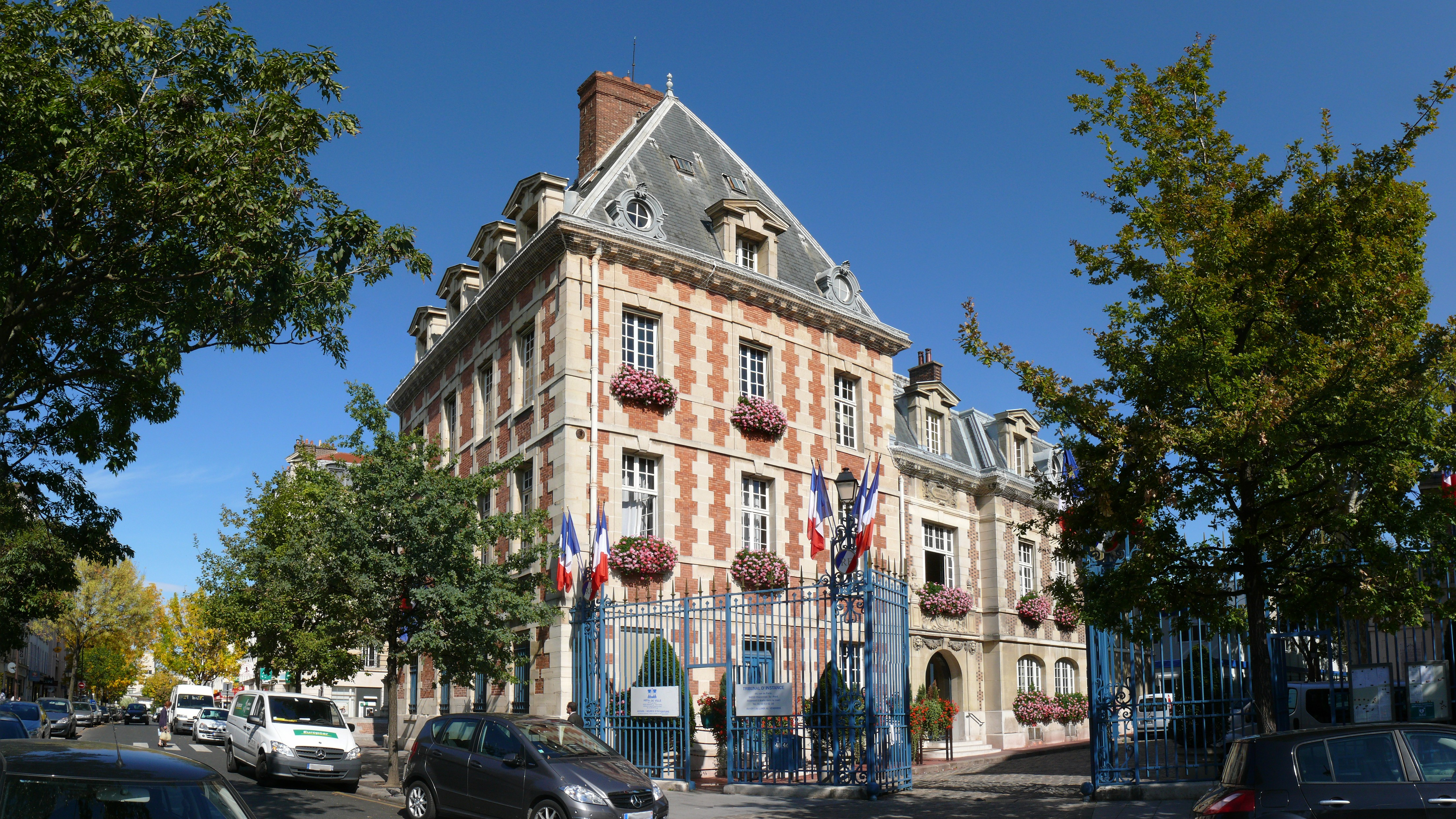
Hôtel de ville.

## Liste des maires

### Entre 1790 et 1944
| Période    | Période   | Identité                             | Étiquette | Qualité |
| ---------- | --------- | ------------------------------------ | --------- | --- |
| 1790       | 1798      | Louis Nicolas Masson                 |           | Avocat au Parlement de Paris |
| avril 1800 | juin 1800 | Alexandre Louis François             |           | Avocat au Parlement de Paris Professeur de grammaire à l'École vétérinaire de Maisons-Alfort                                                 |
| 1800       | 1815      | Charles Cahouet                      |           | Ancien militaire |
| 1815       | 1816      | Guillaume Maurice Perot              |           | Marchand de vins, propriétaire |
| 1816       | 1821      | Louis François Decan                 |           | Ancien militaire |
| 1821       | 1828      | Pierre Joseph Favard                 |           | Chef d'institution |
| 1828       | 1835      | Jean Pierre Ventenat                 |           | Avocat puis notaire |
| 1835       | 1842      | Louis Thomas Santallier-Thélu        |           | Marchand de vins en gros |
| 1843       | 1860      | Jean Baptiste Marty                  |           | Artiste dramatique, codirecteur du Théâtre de la Gaîté                                                                                       |
| 1860       | 1865      | Achille Domergue                     |           | Fonctionnaire, directeur de l'Asile impérial de Vincennes Maire de Saint-Maurice (1859 → 1860) Officier de la Légion d'honneur (1861)        |
| 1865       | 1870      | Felix Joseph Godillot                |           | Fournisseur de l'intendance de l'Armée en farine, grains et fourrages                                                                        |
| 1870       | 1871      | Camille Leclerc                      |           | Notaire |
| 1871       | 1876      | Louis Maréchal                       |           | Capitaine commandant l'artillerie du Fort de Charenton Officier de la Légion d'honneur                                                       |
| 1877       | 1878      | Eugène Louis Chevalier               |           | Agent d'assurances |
| 1878       | 1878      | Edouard Aimé Delmas                  |           | Ancien officier de carrière et commandant du Fort de Charenton                                                                               |
| 1878       | 1885      | Paul Carpentier                      |           | Propriétaire, rentier, conseiller d'arrondissement du canton de Charenton (1880-?)                                                           |
| 1885       | 1886      | Eugène Hippolyte Catalo              |           | Négociant en vins |
| 1886       | 1891      | Alphonse Marvillet                   |           | |
| 1891       | 1912      | Arthur Dussault (1851-1929)          | Rad.      | Marchand de vin, peintre Conseiller général de la Seine (1909 → 1912) Chevalier de la Légion d'honneur                                       |
| 1912       | 1915      | Charles Henri Paul Thévenin          |           | Médecin Chevalier de la Légion d'honneur |
| 1915       | 1917      | François Clément Ternaux (1862-1938) | SFIO      | Tonnelier puis courtier en vins Député de la Seine (1924 → 1928) Conseiller d'arrondissement de Sceaux Maire par intérim                     |
| 1917       | 1919      | Charles Henri Paul Thévenin          |           | Médecin Chevalier de la Légion d'honneur |
| 1919       | 1925      | Arthur Dussault (1851-1929)          | Rad.      | Marchand de vin Chevalier de la Légion d'honneur                                                                                             |
| 1925       | 1944      | Charles Henri Paul Thévenin          | PRS       | Médecin Conseiller général de la Seine (1929 → 1935) Chevalier de la Légion d'honneur Maintenu dans sa fonction par le gouvernement de Vichy |

### Depuis 1944
Depuis la Libération de la France, cinq maires se sont succédé à la tête de la commune.
| Période      | Période                   | Identité                      | Étiquette            | Qualité |
| ------------ | ------------------------- | ----------------------------- | -------------------- | --- |
| 1944         | octobre 1947              | Philippe Denis (1902-1972)    | PCF                  | Chef comptable |
| octobre 1947 | décembre 1972             | Henri René Guérin (1901-1972) | RPF puis UNR puis CR | Docteur en médecine Conseiller général de la Seine (1953 → 1967) Décédé en fonction |
| janvier 1973 | mars 2001                 | Alain Griotteray              | RI puis UDF-PR       | Journaliste éditorialiste, ancien industriel Député du Val-de-Marne (1967 → 1973 et 1986 → 1997) Conseiller régional d'Île-de-France (1982 → 1986) Ancien conseiller général de la Seine (1959 → 1965) Ancien conseiller de Paris (1959 → 1965) Commandeur de la Légion d'honneur |
| mars 2001    | mai 2016,                 | Jean-Marie Brétillon (1944- ) | DL puis UMP → LR     | Pharmacien Conseiller général de Charenton-le-Pont (1998 → 2015) Président de la CC Charenton-Saint Maurice Vice-président de l'EPT Paris-Est-Marne et Bois (2016 → 2016) Suppléant du député Michel Herbillon (2002 → 2017) Démissionnaire                                       |
| mai 2016,    | En cours (au 3 mars 2020) | Hervé Gicquel (1969- )        | LR                   | Cadre financier à la Caisse des dépôts et consignations Ancien premier adjoint (2001 → 2015) Conseiller départemental de Charenton-le-Pont (2015 → ) Vice-président du conseil départemental (2021 → ) Vice-président de la CC Charenton-Saint Maurice (2004 → 2015)              |